# René Simard (artiste)
Pour les articles homonymes, voir René Simard.
René Simard (28 février 1961 à Chicoutimi, Québec, Canada) est un interprète, animateur, comédien et metteur en scène canadien (québécois). En tant que chanteur, il a connu sa plus grande popularité dans les années 1970 comme enfant star. Il est le cadet de Régis Simard. Lui comme son autre soeur Nathalie ont aussi chanté avec lui.
Il est marié à Marie-Josée Taillefer, avec qui il a deux enfants. Il est le frère aîné de Nathalie Simard, qui fut également une enfant star. Les « P'tits Simard », tels qu'ils ont été surnommés, ont été pendant longtemps les enfants chéris du showbiz québécois.

## Biographie artistique
Issu d'une famille à faibles revenus, il grandit à l'Île d'Orléans où la famille s'installe en 1968, où il a fait ses débuts et participe, en 1970, aux Découvertes de Jen Roger à la télévision de Québec (Télé-4). Gagnant du concours, il fait une apparition à l'émission Madame est servie (CFTM) à Montréal en 1971. Le producteur Guy Cloutier devient son gérant et lui fait enregistrer un premier album qui connaît une immense popularité avec des chansons comme L'Oiseau, Santa Lucia et Ange de mon berceau. Âgé de 10 ans, René Simard fait la Place des Arts quelques mois plus tard. En 1972, la jeune vedette remporte deux trophées au Gala des artistes, fait l'objet de plusieurs émissions spéciales télévisées et donne de nombreux spectacles avec son frère Régis. Cette même année sort au cinéma le film Un enfant comme les autres (Denis Héroux, 1972). À cette même période, René Simard fera également quelques apparitions dans le téléroman Les Berger, diffusé à CFTM.
Représentant le Canada au Festival international de la chanson à Tokyo en 1974, René Simard remporte le premier prix d'interprétation, le trophée Frank Sinatra, que lui remet le chanteur américain, et conquiert le public japonais. De ce voyage au Japon, sortira un documentaire au cinéma intitulé René Simard au Japon. La même année, il est comédien aux côtés de son frère Régis et de Dominique Michel dans le film J'ai mon voyage. Le jeune artiste se produit à l'Olympia de Paris en décembre 1974, en première partie de Daniel Guichard, puis chante au gala de clôture du MIDEM de Cannes en janvier 1975. Il est choisi pour interpréter Bienvenue à Montréal, qui a été nommée pour devenir la chanson officielle des Jeux olympiques d'été de 1976, mais qui fut écartée au profit de Je t'aime de Christian Saint-Roch interprétée par Estelle Sainte-Croix. Il fait de fréquentes apparitions à la télévision américaine aux côtés de Bing Crosby, Bob Hope, Andy Williams et Liza Minnelli, et se produit en 1977 à Las Vegas et dans plusieurs villes américaines avec le pianiste Liberace.
Lors de son second passage à la Place des Arts en 1977, René Simard démontre déjà sa prédilection pour un style de spectacle à l'américaine, faisant notamment une large place à la danse. De 1977 à 1979, le jeune chanteur anime en anglais à Vancouver la populaire émission de variétés The René Simard Show (à CBC). Depuis 1972, il accumule les succès sur disques avec les chansons Un enfant comme les autres, Ne coupez pas les roses, Pascale, Les Dimanches après-midi, Maman laisse-moi sortir ce soir, Baby blue, Fernando, Never Know The Reason Why, You're My Everything, Toujours plus loin et Tous les enfants du monde.
Après une série de spectacles à la Place des Arts et au Grand Théâtre de Québec (1980), il participe à la tournée La grande rétro (1981) puis séjourne à Los Angeles pendant plusieurs mois. Avec sa sœur cadette Nathalie, il donne des spectacles à la Place des Arts en 1982 et 1985 et effectue des tournées au Québec. Il enregistre plusieurs disques avec elle et connaît ses propres succès avec Seul avec toi, Comment ça va, Je suis tu es, Et tu danses avec lui.
Il remporte en 1984 le Félix du 45 tours le plus vendu avec Comment ça va. René Simard fait ensuite sa marque comme animateur des émissions de variétés RSVP (TVA, 1984-1987) et Laser 33-45 (SRC-TV, 1988-1990). En 1988, il remporte avec sa sœur Nathalie, les Félix du vidéoclip de l'année et du 45 tours le plus vendu (Tourne la page). Il connaît un bon succès en 1989 avec la chanson Catherine, puis se signale comme comédien-imitateur dans les revues de fin d'année du Bye Bye 1990 et Bye Bye 1991 (SRC-TV). En 1991 et 1992, René Simard anime le Gala de l'ADISQ. En 1997, il joue à la Place des Arts dans la comédie musicale Jeanne la pucelle de Vincent de Tourdonnet et Peter Sipos. Avec Judith Bérard dans le rôle-titre, elle est interprétée en anglais et en français de février à mars 1997. L'album Jeanne la pucelle est distribué en 1997.
En 2015, René Simard fait un retour à la chanson. En effet, c'est le 7 avril que sort Nouveau rêve, un disque comprenant douze chansons. Même si les ventes ne sont pas remarquables, le chanteur en est tout de même très satisfait. Cette même année, il obtient le rôle de Monsieur Banks dans Mary Poppins, la nouvelle comédie musicale de Juste pour rire présentée à Montréal, au Théâtre Saint-Denis, à l'été 2016. La mise en scène est signée Serge Postigo. La distribution comprend, entre autres, Joëlle Lanctôt et Jean-François Poulin. 
Vingt-cinq ans après avoir donné son dernier spectacle solo, René Simard annonce qu'il remonte sur les planches pour une tournée à travers le Québec qui débute en avril 2016. En plus de promouvoir son récent album sorti un an plus tôt, l'artiste revisite les grands succès qui ont ponctué ses quarante-cinq années de carrière.
À l'hiver 2018, la tournée du spectacle Nouveau rêve se termine avec ses dix dernières représentations. Pour finir en beauté, sa sœur Nathalie sera de toutes les représentations, ainsi que sa fille Rosalie avec qui il présente un numéro de danse. En décembre 2018, il fait une apparition dans le Bye Bye 2018.
Pour souligner ses 50 ans de carrière, l'artiste sort en novembre 2021, son 53ème (en français : 53e) album intitulé Condor. Celui-ci contient des chansons originales avec des thématiques bien précises choisies par René. Elles sont toutes chantées en duo avec Brigitte Boisjoli, Gregory Charles, Sylvain Cossette, Corey Hart, Marc Hervieux, Mario Pelchat et Bruno Pelletier.

## Discographie

### Canada
- L'oiseau (1971)
- Ave Maria (1971)
- Un enfant comme les autres (1972)
- C'est demain (1972)
- Le temps des Fêtes chez la famille Simard à l'Île-d'Orléans (1972)
- René Simard : 21 succès (album double - 1972)
- Pascale (1973)
- René Simard et les Disciples de Massenet à l'église Notre-Dame (1973)
- Les dimanches après-midi (1974)
- Ma petite japonaise (1974)
- Noël autour du monde (avec les Disciples de Massenet - 1974)
- René Simard en concert (1975)
- René Simard : super vedette internationale (1975)
- Bonne fête Maman et Papa (1976)
- Fernando (1976)
- Pepsi-Cola présente les plus grands succès de René Simard (1976)
- René Simard à la Place des Nations (1977)
- Never know the reason why (1977)
- Toujours plus loin (1978)
- Souvenirs de vacances (René Simard et Renée Martel - 1978)
- René Simard : 18 ans déjà (1979)
- Un homme (1980)
- Souvenir d'adolescent : le rock des années '60 avec René Simard (1980)
- René Simard : Original (1982)
- 20 souvenirs de Noël : René et Nathalie (1982)
- Sur la page (René et Nathalie - 1983)
- René et Nathalie en concert (album double - 1983)
- Comment ça va (1984)
- Joyeuses Fêtes - René et Nathalie (1984)
- Et tu danses avec lui (1985)
- 25 ans, 25 succès (album double - 1986)
- Escale à... Memphis (René et autres artistes - 1987)
- Tourne la page (Maxi 45 tours - 1987)
- René - Nathalie Simard (1988)
- E=MC2 (1993)
- René Simard : 25 ans de carrière 1971-1996 (compilation - 1996) + 1 coffret de 25 CD comprenant la majorité des titres qu'il a enregistrés
- Mon village (CD single sorti lors du déluge du Saguenay. Ce disque réunit René, Nathalie et Régis Simard - 1996)
- Mes Noëls d'enfant (compilation de ses chansons de Noël - 1996)
- Hier... encore (2003)
- Nouveau rêve (2015)
- Condor (2021)

### France
- Le monde de Walt Disney (1974)
- Ave Maria (1974)
- Mes plus beaux Noëls (album double - 1974)
- Maman, laisse-moi sortir ce soir (album double - 1975)
- René - Nathalie Simard (1989)

### Japon
- Midori Iro No Yane (1974)
- Kimi No Subetega Hoshii (1974)
- Best Hits : René Simard (1975)
- René Simard : First Live Album (1975)
- Ameagori No Decto (1975)

## Lauréat et nomination

### Gala de l'ADISQ

#### artistique
| Année | Catégorie                                      | Pour                                                        | Résultat   |
| ----- | ---------------------------------------------- | ----------------------------------------------------------- | ---------- |
| 1983  | spectacle de l'année - musique et chanson      | Nathalie et René Simard (avec Nathalie Simard)              | nomination |
| 1984  | 45 tours le plus vendu                         | Comment ça va?                                              | lauréat    |
| 1985  | interprète masculin de l'année                 | René Simard                                                 | nomination |
| 1985  | microsillon de l'année                         | Comment ça va?                                              | nomination |
| 1986  | interprète masculin de l'année                 | René Simard                                                 | nomination |
| 1986  | microsillon de l'année - pop                   | Et tu danses avec lui                                       | nomination |
| 1986  | spectacle de l'année - musique et chansons pop | René et Nathalie Simard en spectacle (avec Nathalie Simard) | nomination |
| 1988  | 45 tours ou 12 pouces le plus vendu            | Tourne la page (avec Nathalie Simard)                       | lauréat    |
| 1988  | chanson populaire de l'année                   | Tourne la page (avec Nathalie Simard)                       | nomination |
| 1988  | interprète masculin de l'année                 | René Simard                                                 | nomination |
| 1988  | vidéoclip de l'année                           | Tourne la page (avec Nathalie Simard)                       | lauréat    |
| 1989  | microsillon de l'année - pop/rock              | René et Nathalie Simard (avec Nathalie Simard)              | nomination |
| 1993  | interprète masculin de l'année                 | René Simard                                                 | nomination |
| 1993  | vidéoclip de l'année                           | E=MC2                                                       | nomination |
| 2016  | spectacle de l'année - interprète              | Nouveau rêve                                                | nomination |

#### industriel
| Année | Catégorie                        | Pour                                       | Résultat   |
| ----- | -------------------------------- | ------------------------------------------ | ---------- |
| 1993  | réalisateur de disque de l'année | René Simard et Michel Corriveau pour E=MC2 | nomination |

### Prix MetroStar
| Année | Catégorie           | Pour        | Résultat   |
| ----- | ------------------- | ----------- | ---------- |
| 1986  | chanteur de l'année | René Simard | nomination |